# Orla Nord
Orla Nord (30 de septiembre de 1875-22 de enero de 1945) fue un deportista danés que compitió en ciclismo en la modalidad de pista. Ganó una medalla de bronce en el Campeonato Mundial de Ciclismo en Pista de 1902, en la prueba de velocidad individual.

## Medallero internacional
| Campeonato Mundial | Campeonato Mundial | Campeonato Mundial | Campeonato Mundial       |
| Año                | Lugar              | Medalla            | Competición              |
| ------------------ | ------------------ | ------------------ | ------------------------ |
| 1902               | Roma (Italia)      | Medalla de bronce  | Velocidad individual (A) |